# Laskap

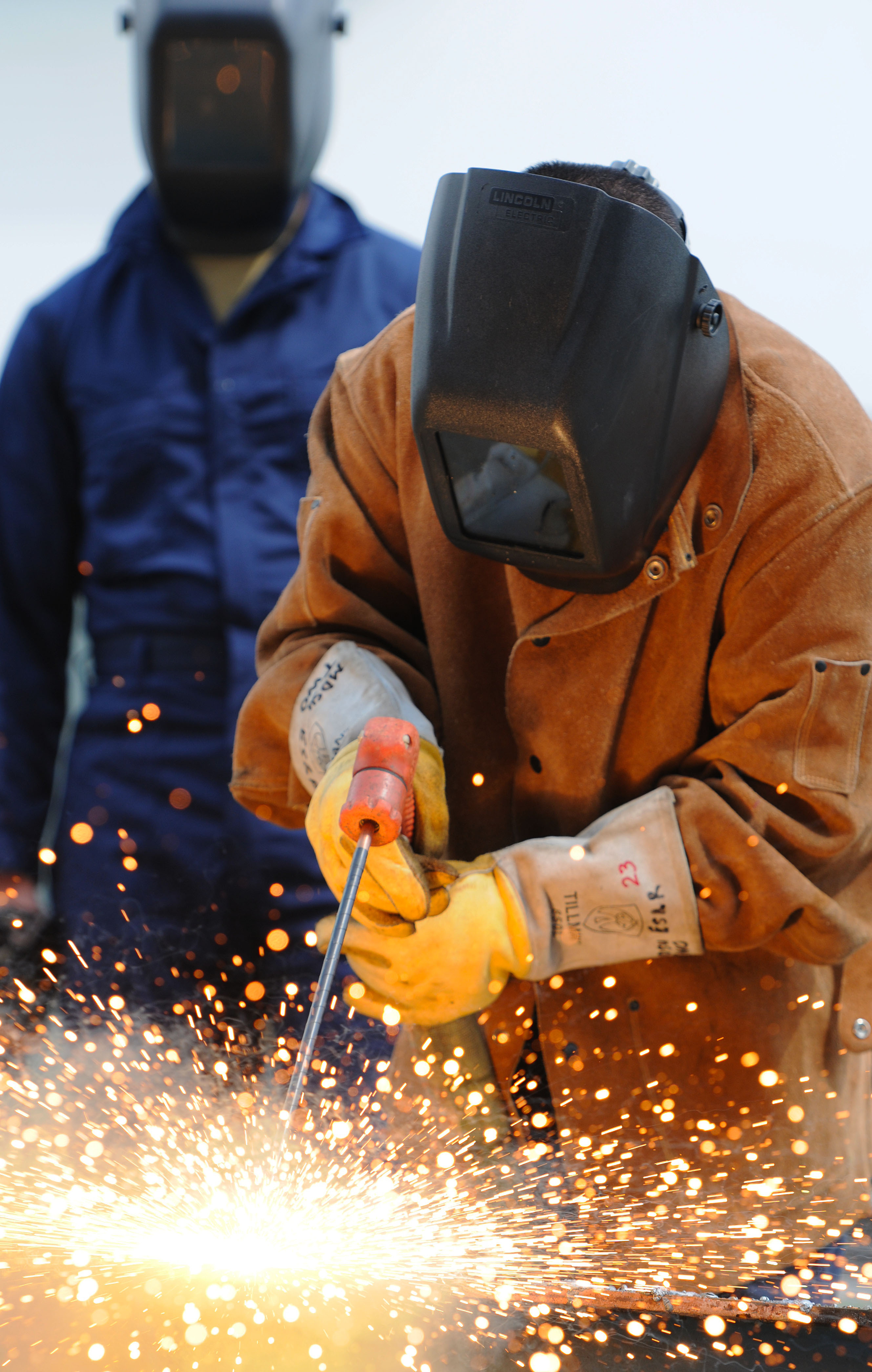
Een lasser met een lashelm.

Een laskap is een  persoonlijk beschermingsmiddel dat gebruikt wordt bij bepaalde lasprocessen. Het beschermt de ogen, het gezicht en de hals tegen ultraviolet licht, infrarood licht, vonken en warmte.
De laskap is doorgaans vervaardigd van kunststof, en voorzien van een zeer donker gekleurd glazen ruitje. Er zijn kappen die met de hand voor het gezicht worden gehouden, of die op het hoofd worden geplaatst (lashelm). De laskap wordt hoofdzakelijk gebruikt bij het booglassen, zoals het lassen met beklede elektrode, en bij MIG/MAG- en TIG-lassen.
Er bestaan laskappen waarvan het glaasje donker wordt zodra er fel (las-)licht op valt, en weer transparant zodra er normaal omgevingslicht op valt. Daarmee is het mogelijk om het lasgereedschap en het werkstuk te zien als er niet gelast wordt. Dit is vooral gewenst bij TIG-lassen, omdat daarbij beide handen gebruikt moeten worden, en er geen hand meer beschikbaar is om telkens de laskap omhoog en omlaag te klappen. Bij die laskappen is het vaak ook mogelijk de gevoeligheid, en de mate van donkerheid van het glaasje in te stellen.